# Boumedfaâ
Boumedfaâ è un comune dell'Algeria, situato nella provincia di 'Ayn Defla.

## Infrastrutture e trasporti

### Strade
- Autostrada A1, chiamata anche l'autostrada dell'ovest, che attraversa il territorio comunale, con una uscita.